# David Silk
David Silk, né le 23 août 1936 et mort le 20 septembre 2023, est un ecclésiastique britannique anglican converti au catholicisme. Ordonné prêtre en 1960, il a occupé plusieurs postes au sein de l'Église d'Angleterre. En 1994 il devient évêque du diocèse de Ballarat (en), de l'Église anglicane d'Australie. Il occupe ce poste jusqu'à sa retraite en 2003. En 2011, il est reçu au sein de l'Église catholique romaine, pour prendre part à l'Ordinariat personnel de Notre-Dame de Walsingham nouvellement érigé. Il est ordonné prêtre catholique le 18 février 2011.

## Biographie
David Silk a occupé plusieurs postes dans le Kent avant de devenir recteur de Swanscombe, puis de Beckenham en 1975. Il fait partie de la commission liturgique qui met au point l'Alternative Service Book.
À l'initiative de l'évêque Richard Rutt, il devient archidiacre de Leicester en 1980. Il conserve ce poste jusqu'à son élévation à l'épiscopat en 1994. En parallèle, il a la charge de l'équipe pastorale de la paroisse du Saint-Esprit de Leicester. Il est élu au Synode général de l'Église d'Angleterre depuis 1970. Il joue également un rôle dans les instances de dialogue œcuménique.
David Silk est nommé évêque de Ballarat en Australie en 1993, et il reçoit l'onction épiscopale en mars de l'année suivante. Le 2 juillet 2002, il se joint à seize autres évêques de l'église anglicane d'Australie, dont l'archevêque de Sydney Peter Jensen, pour protester avec vigueur contre la mise sur pied d'un rite de bénédiction pour les couples de même sexe par le diocèse de New Westminster au Canada.
David Silk mène plusieurs actions en matière d'œcuménisme. Il intervient notamment en mars 2003, avec l'évêque Glenn Davies, pour que son église adhère à l'accord de reconnaissance mutuelle et de réconciliation avec l'église luthérienne. En juillet 2003, il prend sa retraite, et un de ses évêques assistants lui succède : Michael Hough.
En novembre 2009, en publiant la constitution apostolique Anglicanorum Coetibus, le pape Benoît XVI rend possible l'accueil de groupes et d'institutions issus de l'anglicanisme au sein de l'Église catholique. Le 8 novembre 2010, David Silk annonce publiquement, avec quatre autres évêques dont trois en activité, son intention d'être reçu au sein de l'Église catholique. Il compte rejoindre le futur ordinariat d'Angleterre et du Pays de Galles, et non celui qui pourrait être érigé en Australie.
La cérémonie de réception de David Silk au sein de l'Église catholique, avec son épouse Joyce, a lieu le 8 janvier 2011. Il est ordonné diacre le 15 février suivant par l'évêque de Plymouth, Christopher Budd (en). Trois jours plus tard, ce même évêque lui confère l'ordination sacerdotale. Les deux cérémonies d'ordination se déroulent dans l'église de l'abbaye de Buckfast.
Le 21 juin 2012, le pape Benoît XVI élève David Silk à la dignité de chapelain de sa sainteté.